# Шосте Чуття (Український гурт)
Шосте Чуття – український поп-рок гурт, створений 2012 року у Львові. Гурт стрімко розвивається та завойовує прихильність слухачів по всій країні. На рахунку гурту 3 студійні альбоми "Мені треба" і "Давай Давай", «Безмежність». 
Було зроблено всеукраїнські тури на підтримки альбомів. Також відзнято багато кліпів, які набрали сотні тисяч переглядів на YouTube. Музика ротується на багатьох провідних радіо і телеканалах. Музика дарує хороший настрій та заряджає позитивом. «Шосте Чуття» учасники багатьох фестивалів, конкурсів. Відчуйте їх музичну інтуїцію та справжній драйв.
Шосте Чуття наданий час процює над записом четвертого альбому.

## Історія

### 2017 рік
9 квітня 2017 року в рамках всеукраїнського туру "Правда" львівський рок-гурт "Шосте чуття" завітав до студії радіо Holos.fm (Голос свободи): відеозапис етеру

## Учасники гурту
Теперішні учасники
- Бучковський Михайло - вокал, лідер гурту
- Николин Тарас - клавішні
- Ярош Влад - гітара
- Коханський Назар - бас-гітара
- Прокудін Іван - ударні